# Distoleon bakeri
Distoleon bakeri är en insektsart som beskrevs av Banks 1916. Distoleon bakeri ingår i släktet Distoleon och familjen myrlejonsländor. Inga underarter finns listade i Catalogue of Life.